# 해상 풍력 발전

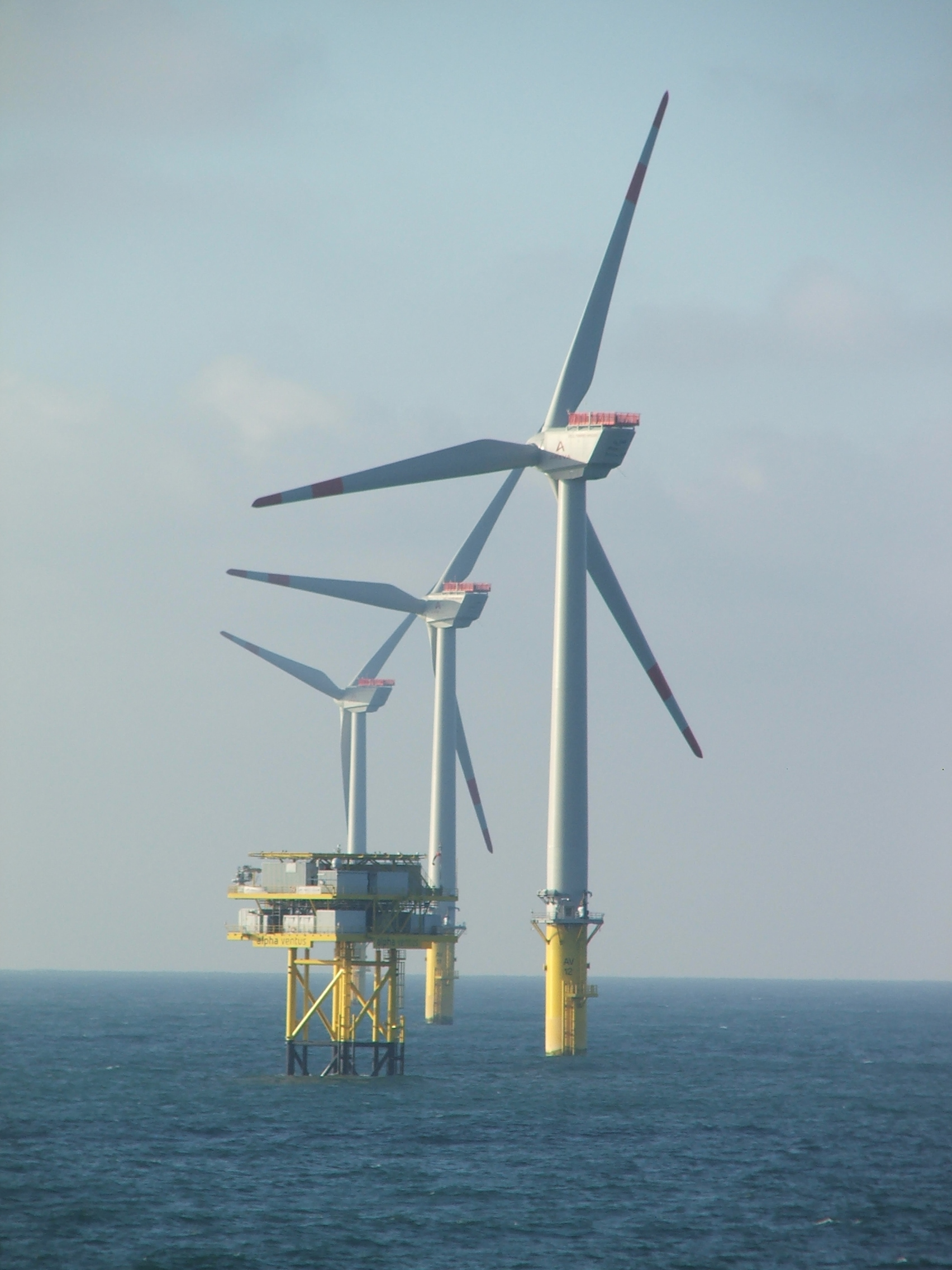
북해에 있는 알파 벤투스 해상 풍력 발전소의 풍력 터빈과 변전 시설

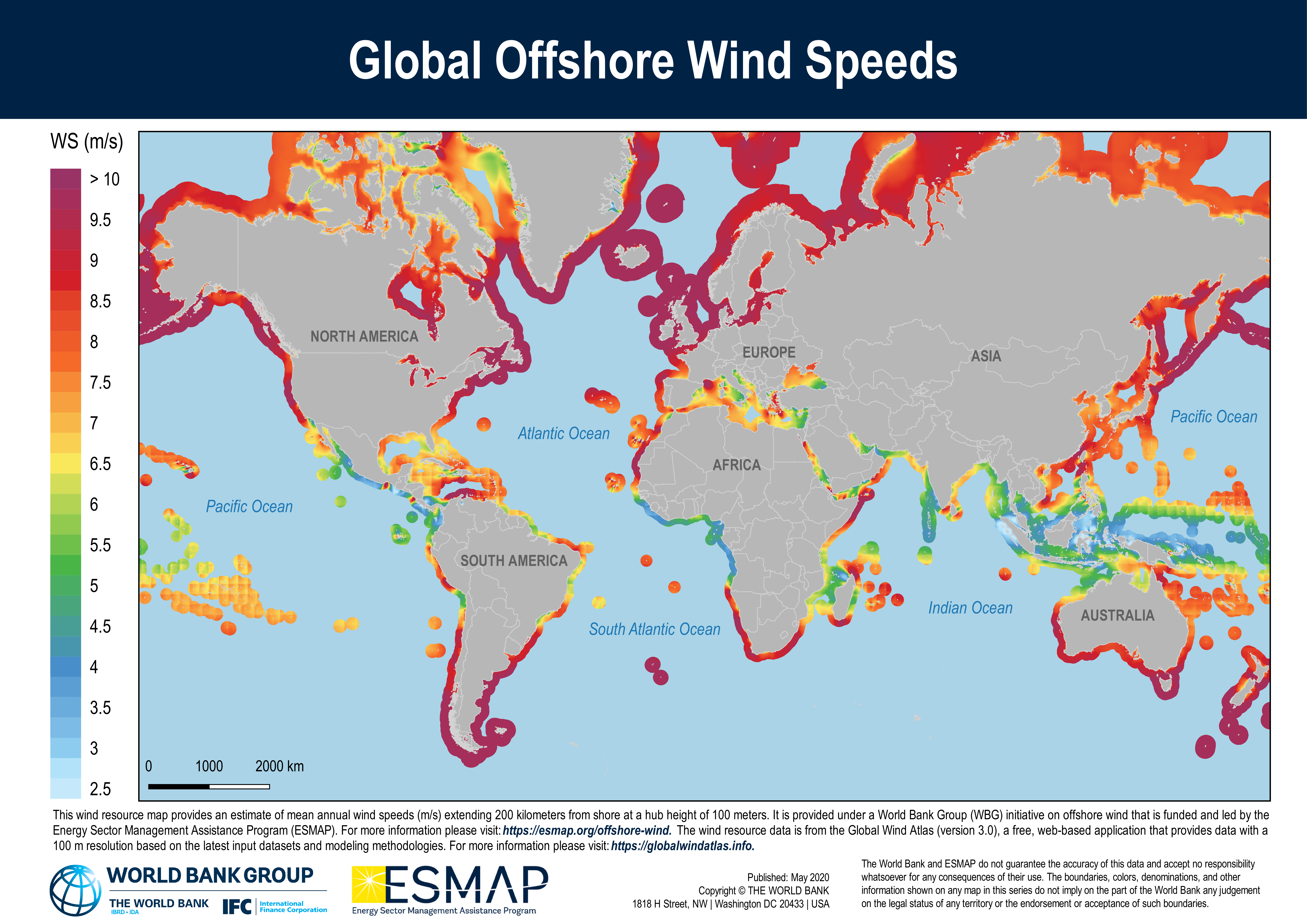
전 세계의 해상 풍력 발전 지도

해상 풍력 발전(海上風力發電, 영어: offshore wind power)은 풍력터빈을 호수, 피오르드 지형, 연안과 같은 수역에 설치하여 그 곳에서 부는 바람의 운동에너지를 회전날개에 의한 기계에너지로 변환하여 전기를 얻는 발전방식으로, 풍력 발전의 한 유형이다.

## 필요성
육상풍력발전의 발달로 인하여 풍력터빈이 대형화되었다. 이에 따라 설치 장소의 한계가 드러나게 되었고 터빈의 대형화로 인한 소음문제, 설치 및 운반문제, 시각적인 위압감 등이 문제로 야기되었다. 따라서 이러한 육상풍력발전의 문제점을 해소하기 위한 해결책으로 해상풍력발전이 고안되었다.

## 주요 기술

### 기초
기초(foundation)는 대표적인 4가지 타입으로 나누어 설명할 수 있다.

#### 콘크리트 케이슨 타입
콘크리트 케이슨 타입(Concrete caisson type)은 제작 및 설치가 용이하여 초기 해상풍력발전단지에 사용된 타입으로 Vindeby, Middelgrunden, Nysted 해상풍력발전단지 등에 적용되었다. 비교적 얕은 6~10m의 수심에서 사용가능하며 자중과 해저면의 마찰력으로 위치를 유지한다. 기초 직경은 12~15m이며 불량지반에서는 편심경사로 안정성 문제를 유발할 가능성이 있다.

#### 단층형
단층형(모노파일 타입)은 현재 가장 많이 쓰이고 있는 해상풍력발전단지 기초 방식이며 25~30m의 수심에 설치가 가능하다. Horns Rev, North Hoyle, Scroby Sands 해상풍력발전단지 등에 적용되었으며 해저면에 대구경의 파일(pile)을 항타(Driving) 또는 드릴링(Drilling)하여 고정하는 방식으로 대단위 단지에 이용하는 경우 경제성이 좋다. 기초 직경은 3~3.5m이며 부재에 대한 피로 하중이나 부식 문제가 있다.

#### 자켓 타입
자켓 타입(Jacket type)은 현재 해상풍력발전단지 보유국에서 많은 관심을 보이고 실증 중에 있는 타입으로 수심 20~80m에 설치가 가능하다. 영국의 "The Talisman Beatrice Wind Farm Demonstrator" 프로젝트에서 적용된 이 타입은 자켓식 구조물로 지지하고 말뚝 또는 파일(pile)로 해저에 고정하는 방식이다. 대수심 해양의 구조물이고 실적이 많아 신뢰도가 높은 편이며 모노파일 타입과 마찬가지로 대단위 단지 조성에 이용하는 경우 경제성이 좋다.

#### 부유식 타입
미래 심해상 풍력발전의 필수 과제라고 할 수 있는 부유식 타입(Floating type)은 수심 40~900m에 설치가 가능하도록 많은 풍력회사에서 연구 중이다.

### 송전망 연결

#### 인디비주얼 커넥션
인디비주얼 커넥션(Individual connection)은 다른 프로젝트에 영향을 주지 않으며 케이블 길이가 가장 짧은 것이 특징이다. 문제점이 발생했을 때 발생위치를 명확하게 알 수 있지만 케이블 연계를 위한 필요면적이 넓으며 운영 유연성이 부족하고 환경적으로 영향을 많이 준다는 단점을 가지고 있다.

#### 메시 그리드
메시 그리드(Mesh Grid)는 중개 송전로 사용으로 부분 부하시 효율 저하를 최소화할 수 있으나 기술 및 상업성을 고려한 설계가 요구되며 투자 비용이 크다. 전체 부하 시 다른 방식에 비해 장점이 없다.

#### 레디얼 컨피겨레이션
레디얼 컨피겨레이션(Radial Configuration)은 케이블 연계를 위한 필요면적이 적어 인허가를 받기 쉬우며 환경적 영향이 적다. 하지만 케이블의 길이가 길어지고 운영 유연성이 부족하다는 단점이 있다.

## 유형

가장 일반적인 고정형 해상풍력 기초 유형

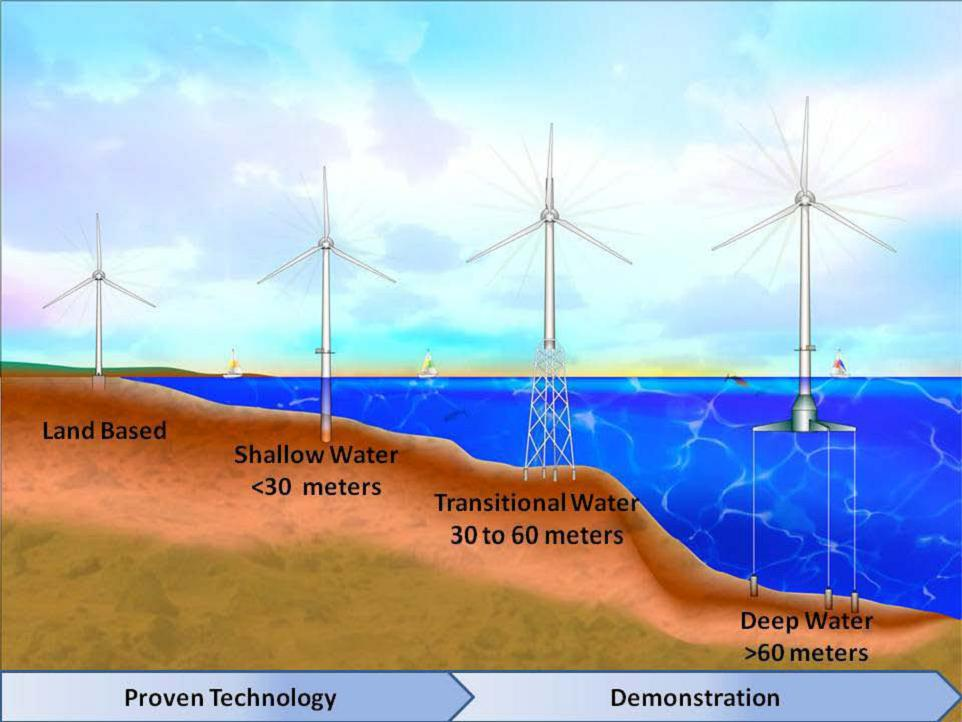
미래 풍력 터빈의 심해 설치 예상도

통상, 고정식 기초 해상 풍력 터빈은 수심 50m 미만·평균 풍속 초당 7미터를 넘는 지역에서, 부유식 해상 풍력 터빈은 수심이 50~1,000m인 지역에서 기술적으로 실행 가능한 것으로 간주된다. 대부분의 해상 풍력 발전소는 고정식 기초 터빈을 사용한다. 따라서 고정된 기초를 가지고 있으며, 최대 50~60m의 비교적 얕은 수심에 설치된 것이 대부분이다.
수중 구조물의 유형에는 모노파일, 삼각대, 재킷형이 있으며, 해저에는 모노파일 또는 다중 파일, 중력식 기초, 케이슨 등 다양한 기초가 있다. 해상 터빈은 수심에 따라 안정성을 위해 다양한 유형의 기초가 필요하다.
수심이 약 60~80m가 넘을 시 고정 기초는 경제적이지 않거나 기술적으로 실행 불가능하므로 해저에 고정된 부유식 풍력 터빈이 필요하다. 현재 설치된 육상 및 모든 대규모 해상 풍력 터빈은 대부분 수평축이지만, 해상 설비에는 수직축 풍력 터빈을 사용하는 방안이 제안되어 왔다. 해상 설치와 낮은 무게중심 덕분에, 이러한 수직축 풍력 터빈은 원칙적으로 수평축 터빈보다 더 크게 제작될 수 있으며, 터빈당 최대 20MW 용량의 설계가 제안되었다. 이는 해상 풍력 발전 단지의 규모의 경제성을 향상시킬 수 있다는 장점이 있지만, 이 기술을 대규모로 시범 설치한 사례는 아직 없다.

## 건설
해상 풍력 터빈은 바다와 큰 호수에 위치하기 때문에, 터빈에 사용되는 자재는 육상 풍력 터빈에 사용되는 자재와 다르다. 예컨대 염수에 대한 내식성과 타워가 물에 잠기면서 발생하는 새 하중에 최적화되어야 한다. 또한 타워 바닥 주변의 파도에 의해 발생하는 버페팅 하중도 고려해야 하기에 강철 관형 타워가 사용된다.

## 현황
| 순위 | 국가         | 2016년 | 2017년 | 2018년 | 2019년 | 2020년 | 2021년 | 2022년 | 2023년 | 2024년 |
| ---- | ------------ | ------ | ------ | ------ | ------ | ------ | ------ | ------ | ------ | ------ |
| 1    | 중국         | 1,627  | 2,788  | 4,588  | 6,838  | 9,996  | 19,747 | 26,563 | 31,527 | 38,283 |
| 2    | 영국         | 5,156  | 6,651  | 7,963  | 9,723  | 10,428 | 12,281 | 13,601 | 14,741 | 15,623 |
| 3    | 독일         | 4,108  | 5,411  | 6,380  | 7,493  | 7,689  | 7,701  | 8,043  | 8,300  | 9,018  |
| 4    | 네덜란드     | 1,118  | 1,118  | 1,118  | 1,118  | 2,611  | 3,010  | 3,010  | 5,269  | 5,401  |
| 5    | 덴마크       | 1,271  | 1,268  | 1,329  | 1,703  | 1,703  | 2,343  | 2,343  | 2,343  | 2,687  |
| 6    | 벨기에       | 712    | 877    | 1,186  | 1,556  | 2,261  | 2,263  | 2,263  | 2,263  | 2,263  |
| 7    | 대만         | 0      | 8      | 8      | 128    | 128    | 237    | 237    | 613    | 2,137  |
| 8    | 프랑스       | 0      | 2      | 2      | 2      | 2      | 2      | 482    | 978    | 1,500  |
| 9    | 베트남       | 99     | 99     | 99     | 99     | 99     | 99     | 396    | 496    | 496    |
| 10   | 일본         | 60     | 65     | 65     | 85     | 85     | 85     | 225    | 346    | 346    |
| 11   | 대한민국     | 35     | 38     | 73     | 73     | 136    | 104    | 112    | 112    | 212    |
| 12   | 스웨덴       | 202    | 202    | 192    | 191    | 192    | 191    | 191    | 191    | 191    |
| 13   | 미국         | 30     | 30     | 30     | 30     | 42     | 42     | 42     | 42     | 174    |
| 14   | 노르웨이     | 2      | 2      | 2      | 2      | 2      | 6      | 8      | 96     | 96     |
| 15   | 핀란드       | 32     | 92     | 87     | 71     | 71     | 71     | 71     | 71     | 71     |
| 16   | 이탈리아     | 0      | 0      | 0      | 0      | 0      | 0      | 30     | 30     | 30     |
| =17  | 아일랜드     | 25     | 25     | 25     | 25     | 25     | 25     | 25     | 25     | 25     |
| =17  | 포르투갈     | 0      | 0      | 0      | 0      | 25     | 25     | 25     | 25     | 25     |
| 19   | 스페인       | 5      | 5      | 5      | 5      | 5      | 5      | 5      | 7      | 7      |
|      | 전 세계 총합 | 14,482 | 18,658 | 23,140 | 29,142 | 35,500 | 48,176 | 57,609 | 67,475 | 78,522 |
|      | 증감률       | -      | 28.8%  | 24.0%  | 25.9%  | 21.8%  | 35.7%  | 19.6%  | 17.1%  | 16.4%  |

### 대한민국
2023년 6월, 포항시와 신안군이 공공주도 대규모 해상풍력 단지개발 지원사업에 선정되었으며 해상풍력 전용 설치선 현대 프론티어호가 출항식 이후 제주 한림해상풍력발전 공사에 투입될 예정이다.
- 탐라해상풍력발전단지
- 제주한림해상풍력발전단지

2025년부터 정부가 발주하는 해상풍력발전소 프로젝트에 입찰할 때 국산 터빈을 사용하면 가점을 받아 수주 가능성이 커지는 공공주도형 경쟁 입찰제를 시행하고 있다. 또한, 국산 터빈으로 지은 발전소 전기를 더 비싸게 매입해주는 등 다양한 인센티브도 제공하고 있다.